# David Holmes (musicista)
David Holmes (Belfast, 14 febbraio 1969) è un disc jockey, musicista e compositore britannico.

## Biografia
Holmes è nato il 14 febbraio 1969, ultimo di dieci figli. Inizia a fare il DJ nei pub della nativa Belfast all'età di 15 anni. Il suo primo brano di successo è stato "DeNiro", con Ashley Beedle, nel 1992. Nella prima metà degli anni novanta conduceva due famose serate presso il Belfast Art College conosciute come "Sugar Sweet" e "Shake Yer Brain". È risaputo che gli Orbital scrissero il brano "Belfast", pubblicato sul loro omonimo debut album, dopo aver suonato in una serata "Sugar Sweet".
Holmes ha pubblicato This Film's Crap Let's Slash the Seats, nel 1995. Uno dei brani del disco è stato inserito nella colonna sonora del film π - Il teorema del delirio. D'altronde lui stesso ha affermato che l'ispirazione per il disco gli era venuta da film e da colonne sonore. La canzone che apre il disco, "No Man's Land," è stata ispirata dal film In the Name of the Father di Daniel Day-Lewis. Nello stesso anno, ha collaborato anche all'album Infernal Love della rock band nordirlandese Therapy?.
Nel 1997, Holmes ha pubblicato Let's Get Killed, descritto come colonna sonora di un film immaginario.
Nel 1998, Danny DeVito gli ha commissionato la colonna sonora del film Out of Sight di Steven Soderbergh.
Nel 2001 ha partecipato alla la colonna sonora di un altro film di Soderbergh, il remake di Ocean's Eleven, con brani tratti da Let's Get Killed e Bow Down to the Exit Sign.
Dopo un mix album, Come Get It I Got It del 2002, Holmes ha pubblicato David Holmes Presents The Free Association (2003). Questo non andrebbe considerato un album solista ma l'album di una vera e propria band: la Free Association comprende altri 4 musicisti, con cui Holmes ha anche effettuato un tour.
Ha remixato brani degli U2, dei Manic Street Preachers, dei Primal Scream, di Page & Plant e di Ice Cube.
Prima di intraprendere la carriera di musicista Holmes ha fatto il parrucchiere e il cuoco. Per breve tempo ha anche gestito un locale, il Café Mogwai, a Belfast, vicino alla Queen's University.
Ha prodotto il terzo album da solista di Noel Gallagher, Who Built the Moon? (2017), registrato e mixato a Belfast.

## Discografia parziale
- This Films Crap Lets Slash the Seats (1995; con Steve Hillage e Jah Wobble)
- Let's Get Killed (1997)
- Essential Mix (1998 precedentemente trasmesso su BBC Radio 1)
- Bow Down to the Exit Sign (2000)
- Come Get It I Got It (2002 mix album)
- David Holmes Presents The Free Association (2003)
- The Holy Pictures (2009)

## Colonne sonore
- Resurrection Man, regia di Marc Evans (1998)
- Out of Sight, regia di Steven Soderbergh (1998)
- Ocean's Eleven - Fate il vostro gioco (Ocean's Eleven), regia di Steven Soderbergh (2001)
- Buffalo Soldiers, regia di Gregor Jordan (2001)
- Un boss sotto stress (Analyze That), regia di Harold Ramis (2002)
- Codice 46 (Code 46), regia di Michael Winterbottom (2003)
- Stander, regia di Bronwen Hughes (2003)
- Ocean's Twelve, regia di Steven Soderbergh (2004)
- Ocean's Thirteen, regia di Steven Soderbergh (2007)
- Hunger, regia di Steve McQueen (2008)
- Perrier's Bounty, regia di Ian Fitzgibbon (2009)
- The Motel Life, regia di Alan e Gabe Polsky (2012)
- Elser - 13 minuti che non cambiarono la storia (Elser – Er hätte die Welt verändert), regia di Oliver Hirschbiegel (2015)
- La truffa dei Logan (Logan Lucky), regia di Steven Soderbergh (2017)
- Panama Papers (The Laundromat), regia di Steven Soderbergh (2019)
- Ordinary Love, regia di Lisa Barros D'Sa e Glenn Leyburn (2019)
- No Sudden Move, regia di Steven Soderbergh (2021)
- Rapiniamo il duce, regia di Renato De Maria (2022)
- The Apprentice - Alle origini di Trump (The Apprentice), regia di Ali Abbasi (2024)
- Black Bag - Doppio gioco (Black Bag), regia di Steven Soderbergh (2025)